# كأس منطقة القاهرة 1940
كأس منطقة القاهرة 1940 هي بطولة لأندية القاهرة التي تلعب في الدرجة الثانية، فاز بها نادي المختلط الجديد (نادي الزمالك ب حاليًا).

## المباريات

### دور ال8
| 2 فبراير 1940 | الأهلي الأبيض | 2 : 1 | الشباب النوبي | ملعب الأهلي |

| 2 فبراير 1940 | الزمالك | 1 : 0 | السكة الحديد | ملعب المختلط |

| 2 أبريل 1940 | النوبي | 5 : 2 | الترسانة | ملعب الترسانة |

| 2 فبراير 1940 | البوليس | فوز البوليس | غ.م |  |

### نصف النهائي
| 8 فبراير 1940 | النوبي | 2 : 1 | الأهلي الأبيض |                   |
|               |        |       |               | الحكم: محمد أفندي |

| 8 فبراير 1940 | الزمالك | فوز الزمالك | البوليس |  |

### النهائي
| 22 فبراير 1940 | الزمالك | فوز الزمالك | السكة الحديد | ملعب الترسانة |